# 航空事故の一覧 (1980年から1999年)
本項では、日本以外で発生した民間航空機やゼネラル・アビエーションの航空事故のうち、1980年から1999年までのものについて記述する。
本項以外の航空事故については以下を参照。
- 航空事故の一覧 (1959年以前) - 1959年以前に発生した航空事故
- 航空事故の一覧 (1960年から1979年) - 1960年から1979年までに発生した航空事故
- 航空事故の一覧 (2000年から2019年) - 2000年から2019年までに発生した航空事故
- 航空事故の一覧 (2020年以降) - 2020年以降に発生した航空事故

## 凡例
1. 事故発生日
2. 航空会社と便名もしくは機体記号または機体名
3. 製造元と機種
4. 犠牲者数
5. 事故の状況
6. 個別の記事がある場合には詳細として内部リンク

## 1980年代

### 1980年
- 1980年1月21日
  - 便名： イラン航空 291便
  - 機種： ボーイング 727-86
  - 死者： 乗員乗客128人全員が死亡。
  - 詳細： 「イラン航空291便墜落事故」を参照。
- 1980年3月14日
  - 便名： LOTポーランド航空 007便
  - 機種： イリューシン Il-62
  - 死者： 乗員乗客86人全員が死亡。
  - 状況： ニューヨークからワルシャワに着陸しようとしていた007便が、着陸装置が確実に出ていないことを示す警告等が出たため、着陸復行するためエンジン出力を上げたところ、左第2エンジンのタービンディスクが金属疲労のために破裂分解しエンジンを破壊、その破片が他のエンジン2基と操縦系統を破壊したため操縦不能に陥り、空港近くにあった19世紀の要塞の掘割に墜落した。
- 1980年4月12日
  - 便名： トランス・ブラジル航空 303便
  - 機種： ボーイング 727-27C
  - 死者： 乗員乗客58人中55人が死亡。
  - 詳細： 「トランス・ブラジル航空303便墜落事故」を参照。
- 1980年4月25日
  - 便名： ダン・エア（英語版） 1008便[1]
  - 機種： ボーイング 727-46[1]
  - 死者： 乗員乗客146人全員が死亡[1]。
  - 状況： スペイン領カナリア諸島のテネリフェへの着陸進入中にあったイギリスのマンチェスターからの不定期便が、曇天の中、位置を誤認して航路を逸脱し山岳部に墜落した[1]。スペインによる事故調査ではパイロットの不正確な航法によって迷走したのが事故原因とされたが[1]、イギリス側は管制官が指示した待機パターンが空港への進入方法に無理があることや、管制の方法が国際標準から逸脱する点、管制官の不手際などを指摘した[2]。なお事故機はかつて日本航空が所有していた「たま」で、東亜国内航空を経てダンエアが購入していた。
  - 詳細： 「ダン・エア1008便墜落事故」を参照。
- 1980年6月12日
  - 便名： エア・ウィスコンシン（英語版） 965便
  - 機種： フェアチャイルド SA226-TC メトロⅡ
  - 死者： 乗員乗客15人中13人が死亡。
  - 詳細： 「エア・ウィスコンシン965便墜落事故」を参照。
- 1980年6月27日
  - 便名： イタビア航空 870便
  - 機種： ダグラス DC-9-15[3]
  - 死者： 乗員乗客81人全員が死亡。
  - 詳細： 「イタビア航空870便事件」を参照。
- 1980年7月8日
  - 便名： アエロフロート 4225便
  - 機種： ツポレフ Tu-154B-2
  - 死者： 乗員乗客163人全員が死亡。
  - 状況： アルマアタを離陸し上昇中に30 - 40 ℃の高気温の空域に突入し対気速度が低下した上にダウンドラフトに遭遇。離陸直後で重量が重かったことが災いし高度を維持出来ず失速し降下して小麦畑に墜落、機体は分解炎上しながら滑り落ち、その先にあった谷に落下した。
  - 詳細： 「アエロフロート航空4225便墜落事故」を参照。
- 1980年8月19日
  - 便名： サウジアラビア航空 163便
  - 機種： ロッキード L-1011-200 トライスター
  - 死者： 乗員乗客301人全員が死亡。
  - 詳細： 「サウジアラビア航空163便火災事故」を参照。
- 1980年11月19日
  - 便名： 大韓航空 015便
  - 機種： ボーイング 747-2B5B
  - 死者： 乗員乗客226人中15人が死亡。
  - 詳細： 「大韓航空015便着陸失敗事故」を参照。
- 1980年12月22日
  - 便名： サウディア 162便
  - 機種： ロッキード L-1011 トライスター
  - 死者： 乗員乗客292人中2人が死亡。
  - 詳細： 「サウディア162便機体破損事故」を参照。

### 1981年
- 1981年5月7日
  - 便名： アウストラル航空 901便
  - 機種： BAC 1-11
  - 死者： 乗員乗客31人全員が死亡。
  - 詳細： 「アウストラル航空901便墜落事故」を参照。
- 1981年7月27日
  - 便名： アエロメヒコ航空 230便
  - 機種： マクドネル・ダグラス DC-9-32
  - 死者： 乗員乗客66人中32人が死亡。
  - 詳細： 「アエロメヒコ航空230便着陸失敗事故」を参照。
- 1981年8月18日
  - 便名： ブリストウ・ヘリコプターズ（英語版）
  - 機種： ウェストランド・ヘリコプター (en)  ウェストランド ウェセックス（英語版）
  - 死者： 乗員乗客13人全員が死亡。
  - 詳細： 「1981年ブリストウ・ヘリコプターズ・ウェストランド ウェセックス墜落事故」を参照。
- 1981年8月22日
  - 便名： 遠東航空 103便
  - 機種：  ボーイング 737-222
  - 死者： 乗員乗客110人全員が死亡。
  - 詳細： 「遠東航空103便墜落事故」を参照。
- 1981年10月6日
  - 便名： NLMシティホッパー（英語版） 431便
  - 機種：  フォッカー F28-4000
  - 死者： 乗員乗客17人全員が死亡。
  - 詳細： 「NLMシティホッパー431便墜落事故」を参照。
- 1981年11月8日
  - 便名： アエロメヒコ航空 110便
  - 機種： ダグラス DC-9-32
  - 死者： 乗員乗客18人全員が死亡。
  - 詳細： 「アエロメヒコ航空110便墜落事故」を参照。
- 1981年11月16日
  - 便名： アエロフロート 3603便
  - 機種： ツポレフ Tu-154B-2
  - 死者： 乗員乗客167人中99人が死亡。
  - 状況： クラスノヤルスクを出発した旅客機が、飛行中の燃料消費が計算より少なかったため、着陸重量が予定よりも重く重心が前方限界を超えていた。そのためノリリスク空港への着陸進入中に機体が機首下げの傾向を示したため、修正しようとしたが成功せず、最終的に着陸復行を試みたが失敗して滑走路手前に墜落した。
- 1981年12月1日
  - 便名： イネックス・アドリア航空 1308便
  - 機種： マクドネル・ダグラス DC-9-81[4]
  - 死者： 乗員乗客180人全員が死亡。
  - 状況： ユーゴスラビア（スロベニア）のリュブリャナからコルシカ島に向かっていた不定期チャーター便が、着陸アプローチのために降下中に最低安全高度以下まで降下したため、サン・ピエトロ山の山頂付近に激突し峡谷に墜落した。操縦乗員と管制官が航空機の状況について異なった認識をしていたことや、操縦室に副操縦士の息子がいたため注意が散漫になっていたことも、事故に繋がった可能性として指摘されている。
  - 詳細： 「イネックス・アドリア航空1308便墜落事故」を参照。

### 1982年
- 1982年1月13日
  - 便名： エア・フロリダ 90便
  - 機種： ボーイング 737-222
  - 死者： 乗員乗客79人中74人と地上の4人が死亡。
  - 詳細： 「エア・フロリダ90便墜落事故」を参照。
- 1982年1月23日
  - 便名： ワールド・エアウェイズ 30H便
  - 機種： マクドネル・ダグラス DC-10-30CF[5]
  - 死者： 乗員乗客212人中2人が死亡。
  - 詳細： 「ワールド・エアウェイズ30H便大破事故」を参照。
- 1982年2月9日
  - 便名： マクドネル・ダグラス 試験機
  - 機種： マクドネル・ダグラス MD-80
  - 死者： なし。
  - 状況： カリフォルニア州エドワーズ空軍基地での試験飛行中、滑走路上にハードランディングし、機体後尾を折損した。幸い爆発を伴わなかったため、乗員7人は全員無事だった（1人が骨折）[6]。
- 1982年2月16日
  - 便名： リーブ・アリューシャン航空 69便
  - 機種： 日本航空機製造 YS-11
  - 死者： なし。
  - 詳細： 「リーブ・アリューシャン航空69便不時着事故」を参照。
- 1982年2月21日
  - 便名： ピルグリム航空（英語版） 458便
  - 機種： デ・ハビランド・カナダ DHC-6 ツインオッター 100
  - 死者： 乗員乗客12人中1人が死亡。
  - 詳細： 「ピルグリム航空458便不時着事故」を参照。
- 1982年3月17日
  - 便名： エールフランス 125便
  - 機種： エアバス A300B4-203
  - 死者： なし。
  - 詳細： 「エールフランス125便火災事故」を参照。
- 1982年4月26日
  - 便名： 中国民航 3303便
  - 機種： ホーカー・シドレー トライデント2E
  - 死者： 乗員乗客112人全員が死亡。
  - 詳細： 「中国民航3303便墜落事故」を参照。
- 1982年6月8日
  - 便名： VASP航空 168便
  - 機種： ボーイング 727-212
  - 死者： 乗員乗客137人全員が死亡。
  - 詳細： 「VASP航空168便墜落事故」を参照。
- 1982年6月24日
  - 便名： ブリティッシュ・エアウェイズ 9便
  - 機種： ボーイング747 747-236B
  - 死者： なし。
  - 詳細： 「ブリティッシュ・エアウェイズ9便エンジン故障事故」を参照。
- 1982年6月28日
  - 便名： アエロフロート 8641便
  - 機種： ヤコヴレフ Yak-42
  - 死者： 乗員乗客132人全員が死亡。
  - 状況： レニングラードからキエフに向かっていた機体の水平安定板が機構内部の製造ミスのため不作動となり墜落。そのためソ連当局はYak-42の運航を1984年まで停止にした。
  - 詳細： 「アエロフロート8641便墜落事故」を参照。
- 1982年7月6日
  - 便名： アエロフロート 411便
  - 機種： イリューシン Il-62M
  - 死者： 乗員乗客90人全員が死亡。
  - 状況： モスクワを離陸直後に火災警報装置が誤作動し、パイロットが右側2発のエンジンを停止した。残り2発のエンジンでは操縦が困難になり失速して墜落・炎上した。
  - 詳細：「アエロフロート航空411便墜落事故」を参照
- 1982年7月9日
  - 便名： パンアメリカン航空 759便
  - 機種： ボーイング 727-235
  - 死者： 乗員乗客145人全員と地上の8人が死亡。
  - 詳細： 「パンアメリカン航空759便墜落事故」を参照。
- 1982年9月13日
  - 便名： スパンタックス 995便
  - 機種： マクドネル・ダグラス DC-10-30CF
  - 死者： 乗員乗客394人中50人が死亡。
  - 詳細： 「スパンタックス995便離陸失敗事故」を参照。
- 1982年9月17日
  - 便名： 日本航空 792便
  - 機種： ダグラス・エアクラフト DC-8-61
  - 死者： なし。
  - 詳細： 「日本航空上海空港オーバーラン事故」を参照。

### 1983年
- 1983年1月11日
  - 便名： ユナイテッド航空 2885便
  - 機種： マクドネル・ダグラス DC-8-54F[7]
  - 死者： 乗員3人全員が死亡。
  - 詳細： 「ユナイテッド航空2885貨物便墜落事故」を参照。
- 1983年1月16日
  - 便名： トルコ航空 158便
  - 機種： ボーイング 727-2F2
  - 死者： 乗員乗客67人中47人が死亡。
  - 詳細： 「トルコ航空158便墜落事故」を参照。
- 1983年6月2日
  - 便名： エア・カナダ 797便
  - 機種： マクドネル・ダグラス DC-9-32[8]
  - 死者： 乗員乗客46人中23人が死亡。
  - 詳細： 「エア・カナダ797便火災事故」を参照。
- 1983年6月8日
  - 便名： リーブ・アリューシャン航空 8便
  - 機種： ロッキード L-188 エレクトラ
  - 死者： なし。
  - 詳細： 「リーブ・アリューシャン航空8便緊急着陸事故」を参照。
- 1983年7月1日
  - 便名： 朝鮮民航 便名不明
  - 機種： イリューシン Il-62M
  - 死者： 乗員乗客23人全員が死亡。
  - 詳細： 「1983年朝鮮民航Il-62墜落事故」を参照。
- 1983年7月11日
  - 便名： TAME航空 国内定期便
  - 機種： ボーイング 737-2V2 Advanced
  - 死者： 乗員乗客119人全員が死亡。
  - 詳細： 「1983年TAME航空ボーイング737墜落事故」を参照。
- 1983年7月23日
  - 便名： エア・カナダ 143便
  - 機種： ボーイング 767-233
  - 死者： なし。
  - 詳細： 「ギムリー・グライダー」を参照。
- 1983年10月11日
  - 便名： エア・イリノイ（英語版） 710便　
  - 機種： ホーカー・シドレー HS-748 series 2A
  - 死者： 乗員乗客10人全員が死亡。
  - 詳細： 「エア・イリノイ710便墜落事故」を参照。
- 1983年11月8日
  - 便名： TAAGアンゴラ航空 462便　
  - 機種： ボーイング 737-2M2
  - 死者： 乗員乗客130人全員が死亡。
  - 詳細： 「TAAGアンゴラ航空462便墜落事故」を参照。
- 1983年11月27日
  - 便名： アビアンカ航空 011便
  - 機種： ボーイング 747-283Bコンビ
  - 死者： 乗員乗客192人中181人が死亡。
  - 詳細： 「アビアンカ航空011便墜落事故」を参照。
- 1983年11月28日
  - 便名： ナイジェリア航空（英語版） 250便
  - 機種： フォッカー F28-2000
  - 死者： 乗員乗客72人中53人が死亡。
  - 詳細： 「ナイジェリア航空250便墜落事故」を参照。
- 1983年12月7日
  - 便名： 1) イベリア航空 350便、2) アビアコ航空（英語版） 134便
  - 機種： 1) ボーイング 727-256 Adv、2) マクドネル・ダグラス DC-9-32[9]
  - 死者： 両機の乗員乗客135人中93人が死亡。
  - 状況： マドリードのバラハス空港で、離陸滑走中のイベリア機が濃霧の中、誘導路から誤って滑走路に出て来たアビアコ機と衝突して爆発炎上。アビアコ機の乗員乗客42人全員とイベリア機の乗員乗客93人中51人の計93人が死亡。イベリア機の犠牲者のうち34人は日本人観光客だった。
  - 詳細： 「マドリード・バラハス空港地上衝突事故」を参照。
- 1983年12月18日
  - 便名： マレーシア航空 684便
  - 機種： エアバス A300B4-120
  - 死者： なし。
  - 詳細： 「マレーシア航空684便着陸失敗事故」を参照。
- 1983年12月23日
  - 便名： 1) 大韓航空 084便、2) サウスセントラル航空 59便
  - 機種： 1) マクドネル・ダグラス DC-10-30、2) パイパー・エアクラフト PA-31-350（英語版）
  - 死者： なし。
  - 詳細： 「大韓航空084便地上衝突事故」を参照。

### 1984年
- 1984年3月22日
  - 便名： パシフィック・ウエスタン航空（英語版） 501便
  - 機種： ボーイング 737-275
  - 死者： なし。
  - 状況： カルガリー国際空港での離陸中に爆発音が聞こえたため、離陸を中断しエプロンへ戻ろうとした際、左側エンジンで火災が発生していることに気づきその場で緊急脱出。幸いにして死者は発生しなかった。
  - 詳細： 「パシフィック・ウエスタン航空501便火災事故」を参照。
- 1984年9月18日
  - 便名： AECA 767-103便
  - 機種： ダグラス DC-8-55F
  - 死者： 乗員4人全員と地上の49人が死亡。
  - 詳細： 「AECA 767-103便離陸失敗事故」を参照。
- 1984年10月11日
  - 便名： アエロフロート 3352便
  - 機種： ツポレフ Tu-154B-1
  - 死者： 乗員乗客179人中174人と地上の4人が死亡。
  - 詳細： 「アエロフロート航空3352便事故」を参照。
- 1984年12月23日
  - 便名： アエロフロート 3519便
  - 機種： ツポレフ Tu-154B-2
  - 死者： 乗員乗客111人中110人が死亡。
  - 状況： クラスノヤルスク空港へのエンジントラブルによる緊急着陸に失敗、乗客1名が救助されたが乗員乗客110名が死亡した。
  - 詳細： 「アエロフロート3519便墜落事故」を参照。

### 1985年
- 1985年1月1日
  - 便名： イースタン航空 980便
  - 機種： ボーイング 727-225 Adv
  - 死者： 乗員乗客29人全員が死亡。
  - 詳細： 「イースタン航空980便墜落事故」を参照。
- 1985年1月21日
  - 状況： ギャラクシー航空 (en)  203便
  - 機種： ロッキード L-188A エレクトラ
  - 死者： 乗員乗客71人中70人が死亡。
  - 詳細： 「ギャラクシー航空203便墜落事故」を参照。
- 1985年2月19日
  - 便名： 中華航空 006便
  - 機種： ボーイング 747-SP-09
  - 死者： なし。
  - 詳細： 「中華航空006便急降下事故」を参照。
- 1985年2月19日
  - 便名： イベリア航空 610便
  - 機種： ボーイング 727-256
  - 死者： 乗員乗客148人全員が死亡。
  - 詳細： 「イベリア航空610便墜落事故」を参照。
- 1985年5月3日
  - 便名： 1) アエロフロート 8381便、2) ソ連空軍 輸送機
  - 機種： 1) ツポレフ Tu-134、2) アントノフ An-26
  - 死者： 両機の乗員乗客94名全員が死亡。
  - 状況： アエロフロートの旅客機とソ連空軍の輸送機が管制ミスによりリヴォフ近郊で空中衝突し双方とも墜落。
- 1985年7月10日
  - 便名： アエロフロート 7425便[10]
  - 機種： ツポレフ Tu-154B-2[10]
  - 死者： 乗員乗客200人全員が死亡[10]。
  - 状況： ウズベキスタン上空を巡航中に昇降舵が故障し失速、パイロットも過労のため緊急事態に対処しきれずフラットスピンに陥って墜落。
  - 詳細：「アエロフロート航空7425便墜落事故」を参照。
- 1985年8月2日
  - 便名： デルタ航空 191便
  - 機種： ロッキード L-1011-385-1 トライスター
  - 死者： 乗員乗客163人中134人と地上の1人が死亡。
  - 詳細：「デルタ航空191便墜落事故」を参照。
- 1985年8月22日
  - 便名： ブリティッシュ・エアツアーズ（英語版） 28M便
  - 機種： ボーイング 737-236 Adv
  - 死者： 乗員乗客137人中55人が死亡。
  - 詳細：「ブリティッシュ・エアツアーズ28M便火災事故」を参照。
- 1985年9月6日
  - 便名： ミッドウエスト・エクスプレス航空 105便
  - 機種： マクドネル・ダグラス DC-9-14
  - 死者： 乗員乗客31人全員が死亡。
  - 詳細：「ミッドウエスト・エクスプレス航空105便墜落事故」を参照。
- 1985年12月12日
  - 便名： アロー航空 1285便
  - 機種： マクドネル・ダグラス DC-8-63PF[11]
  - 死者： 乗員乗客256人全員が死亡。
  - 状況： 多国籍軍としてシナイ半島に駐屯していたアメリカ兵を復員させるため軍がチャーターしたDC-8が、経由地のニューファンドランドのガンダーから離陸後まもなく墜落した。同機は墜落寸前に失速していた反面、機体火災の痕跡も見られることから、カナダ航空安全委員会の9人の委員は5対4で着氷説と貨物室内爆発説に割れるという異例の事故調査報告となった。なお同事故はカナダ国内では最悪の事故、また1日に248人のアメリカ人軍人が死亡というのは第二次世界大戦後最悪の記録となった。
  - 詳細： 「アロー航空1285便墜落事故」を参照。

### 1986年
- 1986年1月18日
  - 便名： アエロビアス（英語版） 旅客便
  - 機種： シュド・カラベル III
  - 死者： 乗員乗客93人全員が死亡。
  - 詳細： 「1986年アエロビアスSE-210墜落事故」を参照。
- 1986年2月16日
  - 便名： 中華航空 2265便
  - 機種： ボーイング 737-281
  - 死者： 乗員乗客13人全員が死亡。
  - 状況： 台北から澎湖諸島に向かっていた中華航空機が、着陸寸前に近くの海上に墜落した[12]。なお事故機であるB-1870は1969年に製造され、以前全日本空輸が運航かつ日本で最初に導入されたボーイング737（元JA8401）であった。
  - 詳細： 「中華航空2265便墜落事故」を参照。
- 1986年3月31日
  - 便名： メキシカーナ航空 940便
  - 機種： ボーイング 727-264
  - 死者： 乗員乗客167人全員が死亡。
  - 詳細： 「メキシカーナ航空940便墜落事故」を参照。
- 1986年8月31日
  - 便名： 1) アエロメヒコ航空 498便、2) 自家用機
  - 機種： 1) マクドネル・ダグラス DC-9-32[13]、2) パイパー PA-28-181 アーチャー
  - 死者： 両機の乗員乗客67人全員と地上の15人が死亡。
  - 詳細：「アエロメヒコ航空498便空中衝突事故」を参照。
- 1986年10月4日
  - 便名： サザン・エア・トランスポート (en)  15便[14]
  - 機種： ロッキード L-100-30 ハーキュリーズ
  - 死者： 乗員3人全員が死亡。
  - 状況： 軍から爆薬などの輸送を委託された民間貨物機がテキサス州のケリー空軍基地から離陸直後に墜落。事故原因は荷降ろしの際に尾翼の昇降舵を上げておくために操縦桿にガスト・ロック（固定器具）を嵌めていたが、事故機の操縦士が器具を外し忘れたまま離陸したためである[15]。そのため事故機は昇降舵が動かず急上昇したのち失速し、地上に激突した。
- 1986年11月6日
  - 便名： 1) パンアメリカン航空 301便、2) 自家用機
  - 機種： 1) ボーイング 727-235、2) パイパー PA-23-150（英語版）
  - 死者： PA-23のパイロットが死亡。
  - 詳細：「パンアメリカン航空301便地上衝突事故」を参照。

### 1987年
- 1987年1月3日
  - 便名： ヴァリグ・ブラジル航空 797便
  - 機種： ボーイング 707-379C
  - 死者： 乗員乗客51人中50人が死亡。
  - 状況： コートジボワールのアビジャンからサンパウロへ離陸した30分後に第1エンジンから火災が発生、引き返す途中に空港手前約18キロメートルにあるジャングルに墜落した。乗客1人が奇跡的に生還した[16]。
- 1987年1月15日
  - 便名： 1) スカイウェスト航空 1834便、2) 自家用機
  - 機種： 1) スウェアリンジェン・アビエーション（英語版） SA226-TC メトロ II、2) ムーニー（英語版） M20（英語版）
  - 死者： 両機の乗員乗客10人全員が死亡。
  - 詳細： 「スカイウエスト航空1834便空中衝突事故」を参照。
- 1987年4月4日
  - 便名： ガルーダ・インドネシア航空 035便[17]
  - 機種： マクドネル・ダグラス DC-9-32[17]
  - 死者： 乗員乗客45人中23人が死亡[17]。
  - 状況： 悪天候下でインドネシアのポロニア国際空港へ着陸進入中、ウインドシアにより機体のバランスを崩して送電線に接触し、滑走路手前の芝生に墜落し炎上した[17]。搭乗者の中に日本人3名（ジャカルタ在住2名とメダン在住1名）が含まれていたが、全員死亡した。ジャカルタ在住の2名は新潟鐵工所ジャカルタ事務所の駐在員で、出張先のバンダ・アチェからジャカルタに帰るために当便を利用し、事故に巻き込まれた。
  - 詳細： 「ガルーダ・インドネシア航空035便墜落事故」を参照。
- 1987年5月9日
  - 便名： LOTポーランド航空 5055便
  - 機種： イリューシン Il-62M
  - 死者： 乗員乗客183人全員が死亡。
  - 詳細： 「ポーランド航空5055便墜落事故」を参照。
- 1987年6月26日
  - 便名： フィリピン航空 206便
  - 機種： ホーカー・シドレー HS-748
  - 死者： 乗員乗客50人全員が死亡。
  - 詳細： 「フィリピン航空206便墜落事故」を参照。
- 1987年8月16日
  - 便名： ノースウエスト航空 255便
  - 機種： マクドネル・ダグラス DC-9-82[18]
  - 死者： 乗員乗客155人中154人と地上の2人が死亡。
  - 詳細： 「ノースウエスト航空255便墜落事故」を参照。
- 1987年8月31日
  - 便名： タイ航空 365便
  - 機種： ボーイング 737-2P5
  - 死者： 乗員乗客83人全員が死亡。
  - 詳細： 「タイ航空365便墜落事故」を参照。
- 1987年11月15日
  - 便名： コンチネンタル航空 1713便
  - 機種： ダグラス DC-9-14[19]
  - 死者： 乗員乗客82人中28人が死亡。
  - 状況： デンバーで主翼に着氷したまま離陸滑走を開始した上に、離陸時の機首の引き起こし角度が大きかったため失速し滑走路に激突。機体は横転し大破した。
  - 詳細： 「コンチネンタル航空1713便離陸失敗事故」を参照。
- 1987年11月23日
  - 便名： ライアン・エア・サービス（英語版） 103便
  - 機種： ビーチクラフト 1900C
  - 死者： 乗員乗客21人中18人が死亡。
  - 詳細： 「ライアン・エア・サービス103便墜落事故」を参照。
- 1987年11月28日
  - 便名： 南アフリカ航空 295便
  - 機種： ボーイング 747-244Bコンビ
  - 死者： 乗員乗客159人全員が死亡。
  - 詳細： 「南アフリカ航空295便墜落事故」を参照。

### 1988年
- 1988年1月2日
  - 便名： コンドル航空 3782便
  - 機種： ボーイング 737-230 Advanced
  - 死者： 乗員乗客16人全員が死亡。
  - 詳細： 「コンドル航空3782便墜落事故」を参照。
- 1988年1月18日
  - 便名： 中国西南航空 4146便
  - 機種： イリューシン Il-18D
  - 死者： 乗員乗客108人全員が死亡。
  - 状況： 重慶へ着陸進入中のターボプロップ機が、整備不良のためにエンジンが爆発して、操縦不能になり墜落した[20]。
  - 詳細：「中国西南航空4146便墜落事故」を参照。
- 1988年1月19日
  - 便名： トランス・コロラド航空（英語版） 2286便
  - 機種： フェアチャイルド SA227-AC メトロ III
  - 死者： 乗員乗客17人中9人が死亡。
  - 詳細： 「トランス・コロラド航空2286便墜落事故」を参照。
- 1988年2月8日
  - 便名： ニュルンベルク・フルクディンスト（ドイツ語版） 108便
  - 機種： フェアチャイルド SA227-AC メトロ III
  - 死者： 乗員乗客21人全員が死亡。
  - 詳細： 「ニュルンベルク・フルクディンスト108便墜落事故」を参照。
- 1988年2月19日
  - 便名： AVエアー 3378便
  - 機種： フェアチャイルド SA227-AC メトロ III
  - 死者： 乗員乗客12人全員が死亡。
  - 詳細： 「AVエアー3378便墜落事故」を参照。
- 1988年2月27日
  - 便名： タリア航空 回送便
  - 機種： ボーイング 727-2H9
  - 死者： 乗員乗客15人全員が死亡。
  - 詳細： 「1988年タリア航空ボーイング727墜落事故」を参照。
- 1988年3月17日
  - 便名： アビアンカ航空 410便
  - 機種： ボーイング 727-21
  - 死者： 乗員乗客143人全員が死亡。
  - 詳細： 「アビアンカ航空410便墜落事故」を参照。
- 1988年4月15日
  - 便名： ホライゾン航空 2658便
  - 機種： デ・ハビランド・カナダ DHC-8-102
  - 死者： なし。
  - 詳細： 「ホライゾン航空2658便火災事故」を参照。
- 1988年4月28日
  - 便名： アロハ航空 243便
  - 機種： ボーイング 737-297
  - 死者： 乗員乗客95人中1人が死亡。
  - 詳細： 「アロハ航空243便事故」を参照。
- 1988年5月6日
  - 便名： ヴィデロー航空 710便
  - 機種： デ・ハビランド・カナダ DHC-7
  - 死者： 乗員乗客36人全員が死亡。
  - 詳細： 「ヴィデロー航空710便墜落事故」を参照。
- 1988年5月24日
  - 便名： TACA航空 110便
  - 機種： ボーイング 737-3T0
  - 死者： なし。
  - 詳細： 「タカ航空110便緊急着陸事故」を参照。
- 1988年6月12日
  - 便名： アウストラル航空 46便
  - 機種： マクドネル・ダグラス MD-81
  - 死者： 乗員乗客22人全員が死亡。
  - 詳細： 「アウストラル航空46便墜落事故」を参照。
- 1988年6月26日
  - 便名： エールフランス 296便 (エアバス社デモ機）
  - 機種： エアバス A320-111
  - 死者： 乗員乗客136人中3人が死亡。
  - 詳細： 「エールフランス296便事故」を参照。
- 1988年8月31日
  - 便名： デルタ航空 1141便
  - 機種： ボーイング 727-232 Adv
  - 死者： 乗員乗客108人中14人が死亡。
  - 詳細： 「デルタ航空1141便墜落事故」を参照。
- 1988年9月9日
  - 便名： ベトナム航空 831便
  - 機種： ツポレフ Tu-134
  - 死者： 乗員乗客90人中76人が死亡。
  - 詳細： 「ベトナム航空831便墜落事故」を参照。
- 1988年9月15日
  - 便名： エチオピア航空 604便
  - 機種： ボーイング 737-260
  - 死者： 乗員乗客104人中31人または35人が死亡。
  - 詳細： 「エチオピア航空604便不時着事故」を参照。
- 1988年10月17日
  - 便名： ウガンダ航空（英語版） 775便
  - 機種： ボーイング 707-338C
  - 死者： 乗員乗客52人中33人が死亡。
  - 詳細： 「ウガンダ航空775便墜落事故」を参照。
- 1988年10月19日
  - 便名： インディアン航空 113便
  - 機種： ボーイング 737-2A8
  - 死者： 乗員乗客135人中133人が死亡。
  - 詳細： 「インディアン航空113便墜落事故」を参照。
- 1988年10月25日
  - 便名： アエロペルー 772便
  - 機種： フォッカー F28-1000
  - 死者： 乗員乗客69人中12人が死亡。
  - 詳細： 「アエロペルー772便墜落事故」を参照。

### 1989年
- 1989年1月8日
  - 便名： ブリティッシュミッドランド航空 92便
  - 機種： ボーイング 737-400
  - 死者： 乗員乗客126人中47人が死亡。
  - 詳細： 「ブリティッシュミッドランド航空92便不時着事故」を参照。
- 1989年2月8日
  - 便名： インディペンデント航空 1851便[21]
  - 機種： ボーイング 707-331B
  - 死者： 乗員乗客144人全員が死亡。
  - 詳細： 「インディペンデント航空1851便墜落事故」を参照。
- 1989年2月19日
  - 便名： フライング・タイガー・ライン 66便
  - 機種： ボーイング 747-249FSCD
  - 死者： 乗員4人全員が死亡。
  - 詳細： 「フライング・タイガー・ライン66便墜落事故」を参照。
- 1989年2月24日
  - 便名： ユナイテッド航空 811便
  - 機種： ボーイング 747-122
  - 死者： 乗員乗客355人中9人が死亡。
  - 詳細： 「ユナイテッド航空811便貨物ドア脱落事故」を参照。
- 1989年3月10日
  - 便名： オンタリオ航空 1363便
  - 機種： フォッカー F28-1000
  - 死者： 乗員乗客69人中24人が死亡。
  - 詳細： 「オンタリオ航空1363便墜落事故」を参照。
- 1989年3月18日
  - 便名： エバーグリーン航空 17便
  - 機種： ダグラス DC-9-33F
  - 死者： 乗員2人全員が死亡。
  - 詳細： 「エバーグリーン航空17便墜落事故」を参照。
- 1989年3月21日
  - 便名： トランス・ブラジル航空 801便
  - 機種： ボーイング 707-349C
  - 死者： 乗員3人全員と地上の22人が死亡。
  - 状況： サンパウロにあるグアルーリョス国際空港に着陸しようとしていた貨物機が滑走路手前に墜落した。事故機はまだフライング・タイガー・ライン所属していた当時、1970年のアメリカ映画「大空港」で、胴体後部トイレを爆破され機体に穴が開きながらも緊急着陸するシーンに使用された機体だった[22]。
  - 詳細： 「トランス・ブラジル航空801便墜落事故」を参照。
- 1989年6月7日
  - 便名： スリナム航空 764便[23]
  - 機種： マクドネル・ダグラス DC-8-62[23]
  - 死者： 乗員乗客187人中176人が死亡。
  - 詳細： 「スリナム航空764便墜落事故」を参照。
- 1989年6月18日
  - 便名： アリアナ・アフガン航空 国内便
  - 機種： アントノフ An-26
  - 死者： 乗員乗客39人中6人が死亡。
  - 詳細：「1989年アリアナ・アフガン航空An-26不時着事故」を参照。
- 1989年6月19日
  - 便名： インターフルーク 102便
  - 機種： イリューシン Il-62M
  - 死者： 乗員乗客113人中21人が死亡。
  - 詳細：「インターフルーク102便離陸失敗事故」を参照。
- 1989年7月19日
  - 便名： ユナイテッド航空 232便
  - 機種： マクドネル・ダグラス DC-10-10[24]
  - 死者： 乗員乗客296人中112人が死亡。
  - 詳細：「ユナイテッド航空232便不時着事故」を参照。
- 1989年7月27日
  - 便名： 大韓航空 803便[25]
  - 機種： マクドネル・ダグラス DC-10-30[25]
  - 死者： 乗員乗客199人中75人と地上の4人が死亡。
  - 詳細：「大韓航空803便着陸失敗事故」を参照。
- 1989年9月3日
  - 便名： クバーナ航空 9646便[26]
  - 機種： イリューシン Il-62M
  - 死者： 乗員乗客126人全員と地上の24人が死亡。
  - 詳細： 「クバーナ航空9646便墜落事故」を参照。
- 1989年9月3日
  - 便名： ヴァリグ・ブラジル航空 254便
  - 機種： ボーイング 737-241
  - 死者： 乗員乗客54人中13人が死亡。
  - 詳細： 「ヴァリグ・ブラジル航空254便墜落事故」を参照
- 1989年9月8日
  - 便名： パータンエアー（英語版） 394便
  - 機種： コンベア CV-580
  - 死者： 乗員乗客55人全員が死亡。
  - 詳細： 「パータンエアー394便墜落事故」を参照。
- 1989年9月20日
  - 便名： USエアー 5050便
  - 機種： ボーイング 737-401
  - 死者： 乗員乗客63人中2人が死亡。
  - 詳細： 「USエアー5050便離陸失敗事故」を参照。
- 1989年10月21日
  - 便名： TAN-SAHSA 414便[27]
  - 機種： ボーイング 727-224
  - 死者： 乗員乗客146人中131人が死亡。
  - 状況： ホンジュラスのテグシガルパにあるトンコンティン国際空港へ着陸しようとしていた旅客機が、悪天候の中を規定の降下経路に従わず早く降下を続けたため空港手前の標高1500メートルの山腹に激突した[28]。
  - 詳細： 「TAN-SAHSA 414便墜落事故」を参照。
- 1989年10月26日
  - 便名： 中華航空 204便[29]
  - 機種： ボーイング 737-209
  - 死者： 乗員乗客54人全員が死亡。
  - 状況： 花蓮から台北に向けて離陸して3分後に、パイロットが出発経路を誤ったため山腹に激突した。
  - 詳細： 「中華航空204便墜落事故」を参照。
- 1989年10月26日
  - 便名： アロハ・アイランドエアー 1712便
  - 機種： デ・ハビランド・カナダ DHC-6-300
  - 死者： 乗員乗客20人全員が死亡。
  - 詳細： 「アロハ・アイランドエアー1712便墜落事故」を参照。
- 1989年12月15日
  - 便名： KLMオランダ航空 867便
  - 機種： ボーイング 747-406M
  - 死者： なし。
  - 詳細： 「KLMオランダ航空867便エンジン停止事故」を参照。

## 1990年代

### 1990年
- 1990年1月4日
  - 便名： ノースウエスト航空 5便
  - 機種： ボーイング 727-251
  - 死者： なし。
  - 詳細： 「ノースウエスト航空5便エンジン脱落事故」を参照。
- 1990年1月15日
  - 便名： SANSA航空 32便
  - 機種： CASA C-212 アヴィオカー 200[30]
  - 死者： 乗員乗客23人全員が死亡。
  - 詳細： 「SANSA航空32便墜落事故」を参照。
- 1990年1月25日
  - 便名： アビアンカ航空 52便
  - 機種： ボーイング 707-321B
  - 死者： 乗員乗客158人中73人が死亡。
  - 詳細： 「アビアンカ航空52便墜落事故」を参照。
- 1990年2月14日
  - 便名： インディアン航空 605便
  - 機種： エアバス A320-231
  - 死者： 乗員乗客146人中92人が死亡。
  - 詳細： 「インディアン航空605便墜落事故」を参照。
- 1990年4月9日
  - 便名： 1) アトランティック・サウスイースト航空（英語版） 2254便、2) 民間航空哨戒部隊(CAP)（英語版）
  - 機種： 1) エンブラエル EMB-120RT ブラジリア、2) セスナ 172
  - 死者： 両機の乗員乗客9人中2人が死亡。
  - 詳細： 「アトランティック・サウスイースト航空2254便空中衝突事故」を参照。
- 1990年5月18日
  - 便名： アエロリフト・フィリピン（英語版） 075便
  - 機種： ビーチクラフト 1900C-1
  - 死者： 乗員乗客21人全員と地上の4人が死亡。
  - 詳細： 「アエロリフト・フィリピン075便墜落事故」を参照。
- 1990年6月10日
  - 便名： ブリティッシュ・エアウェイズ 5390便
  - 機種： BAC 1-11 528FL[31]
  - 死者： なし。
  - 詳細： 「ブリティッシュ・エアウェイズ5390便不時着事故」を参照。
- 1990年9月11日
  - 便名： フォーセット航空（英語版） 回送便
  - 機種： ボーイング 727-247
  - 死者： 乗員乗客16人全員が行方不明。
  - 詳細： 「1990年フォーセット航空ボーイング727失踪事故」を参照。
- 1990年11月14日
  - 便名： アリタリア航空 404便
  - 機種： ダグラス DC-9-32
  - 死者： 乗員乗客46人全員が死亡。
  - 詳細： 「アリタリア航空404便墜落事故」を参照。
- 1990年12月3日
  - 便名： 1) ノースウェスト航空 1482便、2) ノースウェスト航空 299便
  - 機種： 1) ダグラス DC-9-14[32]、2) ボーイング 727-251 Adv
  - 死者： 両機の乗員乗客198人中8人が死亡。
  - 詳細： 「デトロイト空港衝突事故」を参照。

### 1991年
- 1991年2月1日
  - 便名： 1) USエアー 1493便、2) スカイウェスト航空 5569便
  - 機種： 1) ボーイング 737-3B7[33]、2) フェアチャイルド SA227-AC メトロ III[34]
  - 死者： 両機の乗員乗客101人中34人が死亡。
  - 詳細： 「ロサンゼルス国際空港地上衝突事故」を参照。
- 1991年3月3日
  - 便名： ユナイテッド航空 585便
  - 機種： ボーイング 737-291
  - 死者： 乗員乗客25人全員が死亡。
  - 詳細： 「ユナイテッド航空585便墜落事故」を参照。
- 1991年3月5日
  - 便名： アエロポスタル・ベネズエラ（英語版） 108便
  - 機種： ダグラス DC-9-32
  - 死者： 乗員乗客45人全員が死亡。
  - 詳細： 「アエロポスタル・ベネズエラ108便墜落事故」を参照。
- 1991年4月5日
  - 便名： アトランティック・サウスイースト航空（英語版） 2311便
  - 機種： エンブラエル EMB-120 ブラジリア
  - 死者： 乗員乗客25人全員が死亡。
  - 詳細： 「アトランティック・サウスイースト航空2311便墜落事故」を参照。
- 1991年5月26日
  - 便名： ラウダ航空 004便
  - 機種： ボーイング 767-3Z9ER
  - 死者： 乗員乗客233人全員が死亡。
  - 詳細： 「ラウダ航空004便墜落事故」を参照。
- 1991年7月11日
  - 便名： ナイジェリア航空（英語版） 2120便
  - 機種： マクドネル・ダグラス DC-8-61[35]
  - 死者： 乗員乗客261人全員が死亡。
  - 詳細： 「ナイジェリア航空2120便墜落事故」を参照。
- 1991年8月16日
  - 便名： インディアン航空 257便
  - 機種： ボーイング 737-2A8 Advanced
  - 死者： 乗員乗客69人全員が死亡。
  - 詳細： 「インディアン航空257便墜落事故」を参照。
- 1991年9月11日
  - 便名： コンチネンタル・エクスプレス 2574便（運航はブリット航空（英語版））
  - 機種： エンブラエル EMB-120RT ブラジリア
  - 死者： 乗員乗客14人全員が死亡。
  - 詳細： 「コンチネンタル・エクスプレス2574便墜落事故」を参照。
- 1991年12月27日
  - 便名： スカンジナビア航空 751便
  - 機種： マクドネル・ダグラス MD-81[36]
  - 死者： なし。
  - 詳細： 「スカンジナビア航空751便不時着事故」を参照。
- 1991年12月29日
  - 便名： 中華航空 358便
  - 機種： ボーイング 747-2R7F
  - 死者： 乗員5人全員が死亡。
  - 詳細： 「中華航空358便墜落事故」を参照。

### 1992年
- 1992年1月20日
  - 便名： エールアンテール 148便
  - 機種： エアバス A320-111
  - 死者： 乗員乗客96人中87人が死亡。
  - 詳細： 「エールアンテール148便墜落事故」を参照。
- 1992年2月14日
  - 便名： アルゼンチン航空 386便
  - 機種： ボーイング 747-200B
  - 死者： 乗員乗客356人中1人が死亡。
  - 詳細： 「アルゼンチン航空386便食中毒事件」を参照。
- 1992年2月15日
  - 便名： エア・トランスポート・インターナショナル（英語版） 805便
  - 機種： ダグラス DC-8-63F
  - 死者： 乗員乗客4人全員が死亡。
  - 詳細： 「エア・トランスポート・インターナショナル805便墜落事故」を参照。
- 1992年3月22日
  - 便名： USエアー 405便
  - 機種： フォッカー F28-4000
  - 死者： 乗員乗客51人中27人が死亡。
  - 詳細： 「USエアー405便墜落事故」を参照。
- 1992年3月31日
  - 便名： トランスエア・サービス 671便
  - 機種： ボーイング 707-321C
  - 死者： なし。
  - 詳細： 「トランスエア・サービス671便エンジン脱落事故」を参照。
- 1992年6月6日
  - 便名： コパ航空 201便
  - 機種： ボーイング 737-204 Adv
  - 死者： 乗員乗客47人全員が死亡。
  - 状況： パナマからコロンビアのカリに向かっていた当該機が、姿勢指示器が故障したため機体姿勢を正常に保てなくなり急降下。高度3000メートル付近で空中分解し、パナマのダリエン地峡のジャングルに墜落した。
  - 詳細： 「コパ航空201便墜落事故」を参照。
- 1992年7月30日
  - 便名： トランス・ワールド航空 843便
  - 機種： ロッキード L-1011-1[37]
  - 死者： なし。
  - 詳細： 「トランス・ワールド航空843便大破事故」を参照。
- 1992年7月31日
  - 便名： タイ国際航空 311便
  - 機種： エアバス A310-304
  - 死者： 乗員乗客113人全員が死亡。
  - 状況： 機長と管制官の意思疎通が十分でなかったため、ネパールのトリブバン国際空港への着陸が思うように行かず、空港上空を通過後ヒマラヤの断崖に激突した。
  - 詳細： 「タイ国際航空311便墜落事故」を参照。
- 1992年7月31日
  - 便名： 中国通用航空 (en)  7552便
  - 機種： ヤコヴレフ Yak-42D
  - 死者： 乗員乗客126人中108人が死亡[38]。
  - 状況： 南京市の空港からの離陸に失敗した。機体のトリム設定が着陸時のものになっていたことが原因。また事故機はエンジントラブルで遅延していた[39]。
  - 詳細： 「中国通用航空7552便離陸失敗事故」を参照。
- 1992年8月27日
  - 便名： アエロフロート・ソビエト航空 2808便[40]
  - 機種： ツポレフ Tu-134A
  - 死者： 乗員乗客84人全員が死亡。
  - 状況： ロシアのイヴァノヴォへの着陸進入中に墜落。事故原因として、機長が降下経路の上下を大幅に逸脱する不適切な操縦をしたため、空港手前の木々に接触しバランスを崩し右翼から地上に激突したことが挙げられている。これに加え不適切な操縦の修正を求めなかった航空管制官も事故要因とされた[41]。
- 1992年9月28日
  - 便名： パキスタン国際航空 268便
  - 機種： エアバス A300B4-203
  - 死者： 乗員乗客167人全員が死亡。
  - 詳細： 「パキスタン国際航空268便墜落事故」を参照。
- 1992年10月4日
  - 便名： エル・アル航空 1862便
  - 機種： ボーイング 747-258B/SF
  - 死者： 乗員乗客4人全員と地上の39人が死亡。
  - 詳細： 「エル・アル航空1862便墜落事故」を参照。
- 1992年10月13日
  - 便名： アントノフ設計局 試験機
  - 機種： アントノフ An-124-100
  - 死者： 乗員乗客9人中8人が死亡。
  - 詳細： 「1992年アントノフAn-124墜落事故」を参照。
- 1992年11月24日
  - 便名： 中国南方航空 3943便
  - 機種： ボーイング 737-3YO[42]
  - 死者： 乗員乗客114人全員が死亡。
  - 状況： 桂林への着陸アプローチ中に墜落炎上。水平飛行中に左エンジンのスラストレバーだけが前に進み推力が増し、右に傾いてバランスを失い修正できずに山腹に激突した。事故機は広州での離陸直後にも同じ現象が起きたが、この時は修正できた[43]。
  - 詳細： 「中国南方航空3943便墜落事故」を参照。
- 1992年12月21日
  - 便名： マーティンエアー 495便
  - 機種： マクドネル・ダグラス DC-10-30CF[44]
  - 死者： 乗員乗客340人中56人が死亡。
  - 状況： ポルトガルのファロの空港に着陸進入中にマイクロバーストにより着陸失敗し、滑走路から逸脱し機体が2つに折れ炎上した[45]。
  - 詳細： 「マーティンエアー495便着陸失敗事故」を参照。
- 1992年12月22日
  - 便名： 1) リビアン・アラブ航空 1103便、2) リビア空軍機
  - 機種： 1) ボーイング 727-2L5、2) ミグ設計局 MiG-23
  - 死者： 両機の乗員乗客159人中157人が死亡。
  - 状況： トリポリ国際空港への着陸アプローチ中に、離陸してきたリビア防衛軍のミグ23戦闘機と空中衝突した。旅客機は墜落したが戦闘機の乗員2人は脱出に成功した[43]。
  - 詳細： 「リビア・アラブ航空1103便空中分解事故」を参照。

### 1993年
- 1993年1月6日
  - 便名： ルフトハンザ・シティーライン 5634便
  - 機種： デ・ハビランド・カナダ DHC-8-311
  - 死者： 乗員乗客23人中4人が死亡。
  - 詳細： 「ルフトハンザ・シティーライン5634便着陸失敗事故」を参照。
- 1993年2月8日
  - 便名： 1) イランエアツアーズ 臨時便、2) イラン空軍機
  - 機種： 1) ツポレフ Tu-154M、2) スホーイ Su-24
  - 死者： 両機の乗員乗客133人全員が死亡。
  - 状況： ロシアからリースされた旅客機がテヘランのメヘラーバード国際空港を離陸直後に航空ショーの訓練をしていたイラン空軍のスホーイ24戦闘爆撃機と空中衝突し、両機とも墜落した[43]。
  - 詳細： 「テヘラン空中衝突事故」を参照。
- 1993年3月5日
  - 便名： マケドニア・パル航空 (Palair Macedonian)  301便
  - 機種： フォッカー 100
  - 死者： 乗員乗客97人中83人が死亡。
  - 状況： マケドニア共和国のスコピエからスイスに向かう予定の旅客機が、翼に付着した氷のために離陸に失敗し大破した。
- 1993年3月31日
  - 便名： 日本航空 46E便
  - 機種： ボーイング 747-121A/SF
  - 死者： なし。
  - 詳細： 「日本航空46E便エンジン脱落事故」を参照。
- 1993年4月6日
  - 便名： 中国東方航空 583便
  - 機種： マクドネル・ダグラス MD-11
  - 死者： 乗員乗客255人中2人が死亡。
  - 詳細： 「中国東方航空583便乱高下事故」を参照。
- 1993年4月26日
  - 便名： インディアン航空 491便
  - 機種： ボーイング 737-2A8
  - 死者： 乗員乗客118人中55人が死亡。
  - 状況： インド国内線がアウランガバードの空港から離陸しようとしたが、乗客の手荷物が1人当たり54キログラムにのぼり、最大離陸重量を2000キログラムも超過していたため、なかなか上昇できず緊急着陸しようとしたが高圧電線に接触し墜落した。
- 1993年4月27日
  - 便名： ザンビア空軍[46]
  - 機種： デ・ハビランド・カナダ DHC-5D バッファロー[46]
  - 死者： 乗員乗客30人全員が死亡[46]。
  - 状況： ガボンの首都リーブルヴィルのリーブルヴィル国際空港を離陸した数分後に左エンジンが故障、推進力を失い空港の沖合500メートルの地点に墜落した。この事故によりサッカーザンビア代表の選手18人と監督とスタッフ、乗組員5人の計30人全員が死亡した[47]。
  - 詳細： 「ガボン航空惨事」を参照。
- 1993年5月19日
  - 便名： SAMコロンビア（英語版） 501便
  - 機種： ボーイング 727-46
  - 死者： 乗員乗客132人全員が死亡。
  - 詳細： 「SAMコロンビア501便墜落事故」を参照。
- 1993年7月23日
  - 便名： 中国西北航空 2119便
  - 機種： BAe 146-300
  - 死者： 乗員乗客113人中55人が死亡。
  - 状況： 銀川発北京行きの中国国内線が銀川河東国際空港からの離陸に失敗し、オーバーランして滑走路先の湖に突っ込んだ。原因はフラップの故障のためといわれている。
  - 詳細： 「中国西北航空2119便離陸失敗事故」を参照。
- 1993年7月26日
  - 便名： アシアナ航空 733便
  - 機種： ボーイング 737-5L9
  - 死者： 乗員乗客116人中68人が死亡。
  - 詳細： 「アシアナ航空733便墜落事故」を参照。
- 1993年8月18日
  - 便名： アメリカン・インターナショナル航空 808便
  - 機種： ダグラス DC-8-61F
  - 死者： なし。
  - 詳細： 「アメリカン・インターナショナル航空808便墜落事故」を参照。
- 1993年8月28日
  - 便名： タジキスタン航空 国内便
  - 機種： ヤコヴレフ Yak-40
  - 死者： 乗員乗客86人中82人が死亡。
  - 状況： タジキスタンのホログからドゥシャンベに向かう国内便が、兵士の強要により定員の3倍近くの搭乗を余儀なくされたが、最大離陸重量を超えていたため上昇せずに滑走路脇の土手に激突し大破した。
  - 詳細： 「1993年タジキスタン航空Yak-40離陸失敗事故」を参照。
- 1993年9月14日
  - 便名： ルフトハンザドイツ航空 2904便
  - 機種： エアバス A320-211
  - 死者： 乗員乗客70人中2人が死亡。
  - 詳細： 「ルフトハンザドイツ航空2904便事故」を参照。
- 1993年11月4日
  - 便名： 中華航空 605便
  - 機種： ボーイング 747-409
  - 死者： なし。
  - 状況： 台風接近中の香港の啓徳空港で、事故機は強風にあおられ滑走路半ばに接地し、オーバーランして滑走路先の海中に突入した。ボーイング747-400初の全損事故。啓徳空港は着陸に際し香港カーブと呼ばれる極めて高度な機体操作が要求される操縦士泣かせの空港であり、オーバーランやしりもち事故は多く発生していたが、着陸に失敗して炎上したり市街地に突っ込むような大事故は皆無であった。
  - 詳細： 「中華航空605便オーバーラン事故」を参照。
- 1993年11月13日
  - 便名： 中国北方航空 6901便
  - 機種： マクドネル・ダグラス マクドネル・ダグラス MD-82
  - 死者： 乗員乗客102人中12人が死亡。
  - 詳細： 「中国北方航空6901便墜落事故」を参照。
- 1993年11月20日
  - 便名： アビオインペックス航空（英語版） 110便
  - 機種： ヤコヴレフ Yak-42D[48]
  - 死者： 乗員乗客116人全員が死亡。
  - 状況： スイスからマケドニア共和国のスコピエに向かった旅客機が、目的地が吹雪のためオフリドへ代替着陸しようとしたが、着陸復行した際に空港を見失い山岳地帯に誤って針路を取り墜落した。
  - 詳細： 「アビオインペックス航空110便墜落事故」 を参照。
- 1993年12月1日
  - 便名： ノースウエスト・エアーリンク 5719便（運航はエクスプレス・エアラインズII（英語版））
  - 機種： ブリティッシュ・エアロスペース ジェットストリーム 31
  - 死者： 乗員乗客18人全員が死亡。
  - 状況： ミネソタ州ヒビングのチザム・ヒビング空港（英語版）への最終進入中、最低降下高度を下回って降下し続けたため、樹木に接触し墜落。
  - 詳細： 「ノースウエスト・エアリンク5719便墜落事故」を参照。
- 1993年12月9日
  - 便名： 1) エア・セネガル 便名不明（機体記号：6V-ADE）、2) ガンビア航空 便名不明（機体記号：C5-GAA）[49][50]
  - 機種： 1) デ・ハビランド・カナダ DHC-6 ツイン・オッター 300、2) 日本航空機製造 YS-11-117[49][50]
  - 死者： エア・セネガルの乗員乗客3人全員が死亡[49]。
  - 状況： セネガルの首都ダカールへ向かっていたエア・セネガル機と、ダカールから出発したガンビア航空機の双方が、航空管制から指示された飛行高度を守らなかったため接触した。エア・セネガル機は海に墜落したが、ガンビア航空機は空港へ引き返した[49]。

### 1994年
- 1994年1月3日
  - 便名： バイカル航空（英語版） 130便
  - 機種： ツポレフ Tu-154M
  - 死者： 乗員乗客124人全員と地上の1人が死亡。
  - 詳細： 「バイカル航空130便墜落事故」を参照。
- 1994年1月7日
  - 便名： ユナイテッド・エクスプレス 6291便
  - 機種： BAe ジェットストリーム 41
  - 死者： 乗員乗客8人中5人が死亡。
  - 詳細： 「ユナイテッド・エクスプレス6291便墜落事故」を参照。
- 1994年3月8日
  - 便名： 1) サハラ航空 訓練機（機体記号:VT-SIA）[51]、2) アエロフロート・ロシア航空（機体記号:RA-86119）[52]
  - 機種： 1) ボーイング 737-2R4C　2) イリューシン Il-86
  - 死者： 訓練機の乗員4人とアエロフロート機の4人と地上の1人が死亡。
  - 状況： インドのインディラ・ガンディー国際空港で訓練飛行していたサハラ航空機が墜落し、空港で駐機中だったアエロフロート機に衝突した。この事故で訓練機の4人とアエロフロート機にいた4人、地上職員1人が死亡した。
  - 詳細： 「1994年サハラ航空ボーイング737墜落事故」を参照。
- 1994年3月23日
  - 便名： アエロフロート・ロシア航空 593便[53]
  - 機種： エアバス A310-304
  - 死者： 乗員乗客75人全員が死亡。
  - 詳細： 「アエロフロート航空593便墜落事故」を参照。
- 1994年4月4日
  - 便名： KLMシティホッパー 433便
  - 機種： サーブ 340B
  - 死者： 乗員乗客24人中3人が死亡。
  - 詳細： 「KLMシティホッパー433便墜落事故」を参照。
- 1994年6月6日
  - 便名： 中国西北航空 2303便
  - 機種： ツポレフ Tu-154M
  - 死者： 乗員乗客160人全員が死亡。
  - 状況： 西安から離陸直後に墜落。中露合同による事故調査によれば、事故前日の整備で自動操縦装置の信号ケーブルの接続ミスがあり、離陸直後に手動操縦から自動操縦にした際に設計荷重以上の振動が発生し空中分解したとされた[54]。また操縦乗員も離陸前点検を怠り不具合を発見できず、また自動操縦装置解除の操作が間に合わなかったことも最悪の事態を防げなかった要因とされた[54]。
  - 詳細： 「中国西北航空2303便墜落事故」を参照。
- 1994年6月30日
  - 便名： エアバス・インダストリー 129便
  - 機種： エアバス A330-321
  - 死者： 乗員乗客7人全員が死亡。
  - 状況： トゥールーズ近郊にてエンジン1基停止時の飛行試験を行っていたA330-300が墜落し、乗っていた7人全員が死亡した[55]。
  - 詳細： 「エアバス・インダストリー129便墜落事故」を参照。
- 1994年7月1日
  - 便名： エール・モーリタニー 625便
  - 機種： フォッカー F28-4000
  - 死者： 乗員乗客93人中80人が死亡。
  - 詳細： 「エール・モーリタニー625便墜落事故」を参照。
- 1994年7月2日
  - 便名： USエアー 1016便
  - 機種： マクドネル・ダグラス DC-9-31[56]
  - 死者： 乗員乗客57人中37人が死亡。
  - 状況： アプローチ中にウインドシアに遭遇し住宅街に墜落した。機体は3つに分断されて大破した。
  - 詳細： 「USエアー1016便墜落事故」を参照。
- 1994年8月21日
  - 便名： ロイヤル・エア・モロッコ 630便
  - 機種： ATR 42-312
  - 死者： 乗員乗客44人全員が死亡。
  - 詳細： 「ロイヤル・エア・モロッコ630便墜落事故」を参照。
- 1994年9月8日
  - 便名： USエアー 427便
  - 機種： ボーイング 737-3B7
  - 死者： 乗員乗客132人全員が死亡。
  - 詳細： 「USエアー427便墜落事故」を参照。
- 1994年9月24日
  - 便名： タロム航空 381便
  - 機種： エアバス A310-325
  - 死者： なし。
  - 詳細： 「タロム航空381便事故」を参照。
- 1994年10月12日
  - 便名： イラン・アーセマーン航空 746便
  - 機種： フォッカー F28-1000
  - 死者： 乗員乗客66人全員が死亡。
  - 詳細： 「タロム航空381便事故」を参照。
- 1994年10月31日
  - 便名： アメリカン・イーグル 4184便
  - 機種： ATR 72-212
  - 死者： 乗員乗客68人全員が死亡。
  - 詳細： 「アメリカン・イーグル4184便墜落事故」を参照。
- 1994年12月13日
  - 便名： フラッグシップ航空（英語版） 3379便
  - 機種： BAe ジェットストリーム32
  - 死者： 乗員乗客20人中15人が死亡。
  - 詳細： 「フラッグシップ航空3379便墜落事故」を参照。
- 1994年12月29日
  - 便名： トルコ航空 278便
  - 機種： ボーイング 737-4Y0
  - 死者： 乗員乗客76人中57人が死亡。
  - 詳細： 「トルコ航空278便墜落事故」を参照。

### 1995年
- 1995年1月10日
  - 便名： インターコンチネンタル航空（英語版） 256便
  - 機種： ダグラス DC-9-14
  - 死者： 乗員乗客52人中51人が死亡。
  - 詳細： 「インターコンチネンタル航空256便墜落事故」を参照。
- 1995年1月19日
  - 便名： ブリストウ・ヘリコプターズ（英語版） 56C便
  - 機種： アエロスパシアル AS332L スーパーピューマ[57]
  - 死者： なし。
  - 詳細： 「ブリストウ56C便不時着水事故」を参照。
- 1995年2月16日
  - 便名： エア・トランスポート・インターナショナル（英語版） 782便
  - 機種： ダグラス DC-8-63F
  - 死者： 乗員3人全員が死亡。
  - 詳細： 「エア・トランスポート・インターナショナル782便墜落事故」を参照。
- 1995年3月31日
  - 便名： タロム航空 371便
  - 機種： エアバス A310-324
  - 死者： 乗員乗客60人全員が死亡。
  - 詳細： 「タロム航空371便墜落事故」を参照。
- 1995年5月24日
  - 便名： ナイト・エア 816便
  - 機種： エンブラエル EMB-110P1
  - 死者： 乗員乗客12人全員が死亡。
  - 詳細： 「ナイト・エア816便墜落事故」を参照。
- 1995年6月9日
  - 便名： アンセット・ニュージーランド航空（英語版） 703便
  - 機種： デ・ハビランド・カナダ DHC-8-102
  - 死者： 乗員乗客21人中4人が死亡。
  - 詳細： 「アンセット・ニュージーランド航空703便墜落事故」を参照。
- 1995年8月9日
  - 便名： アビアテカ（英語版） 901便
  - 機種： ボーイング 737-2H6
  - 死者： 乗員乗客65人全員が死亡。
  - 状況： マイアミからコスタリカに向っていた旅客機が、経由地のエルサルバドルのサンサルバドルへの着陸アプローチ中に手前の火山に激突した。事故原因として機体が雷雲の中で被雷し、正確な距離を示せなくなった装置に従い規定よりも早く降下を開始したのが原因とされた[58]。
  - 詳細： 「アビアテカ901便墜落事故」を参照。
- 1995年8月21日
  - 便名： アトランティック・サウスイースト航空（英語版） 529便
  - 機種： エンブラエル EMB-120RT ブラジリア
  - 死者： 乗員乗客29人中9人が死亡。
  - 詳細： 「アトランティック・サウスイースト航空529便不時着事故」を参照。
- 1995年9月15日
  - 便名： マレーシア航空 2133便
  - 機種： フォッカー 50
  - 死者： 乗員乗客53人中34人が死亡。
  - 詳細： 「マレーシア航空2133便着陸失敗事故」を参照。
- 1995年11月12日
  - 便名： アメリカン航空 1572便
  - 機種： マクドネル・ダグラス MD-83
  - 死者： なし。
  - 詳細： 「アメリカン航空1572便着陸失敗事故」を参照。
- 1995年11月13日
  - 便名： ナイジェリア航空（英語版） 357便
  - 機種： ボーイング 737-2F9
  - 死者： 乗員乗客138人中11人が死亡。
  - 詳細： 「ナイジェリア・エアウェイズ357便事故」を参照。
- 1995年12月3日
  - 便名： カメルーン航空 (en:Cameroon Airlines) [注 1] 3701便
  - 機種： ボーイング 737-2K9
  - 死者： 乗員乗客76人中71人が死亡。
  - 状況： カメルーンでランディング・ギアのトラブルによる着陸復行を試みたが、滑走路を跳び越しマングローブの生える湿地帯に突っ込んだ[58]。
- 1995年12月7日
  - 便名： ハバロフスク・ユナイテッド・エア・グループ 3949便
  - 機種： ツポレフ Tu-154B
  - 死者： 乗員乗客98人全員が死亡。
  - 詳細： 「ハバロフスク・ユナイテッド・エア・グループ3949便墜落事故」を参照。
- 1995年12月18日
  - 便名： トランス・サービス・エアリフト（英語版） チャーター便
  - 機種： ロッキード L-188 エレクトラ
  - 死者： 乗員乗客144人中141人が死亡。
  - 詳細： 「1995年トランス・サービス・エアリフト機墜落事故」を参照。
- 1995年12月20日
  - 便名： アメリカン航空 965便
  - 機種： ボーイング 757-223
  - 死者： 乗員乗客163人中159人が死亡。
  - 詳細： 「アメリカン航空965便墜落事故」を参照。

### 1996年
- 1996年1月8日
  - 便名： エア・アフリカ (en)  貨物機（運航はモスクワエアウエイズ (en) ）
  - 機種： アントノフ An-32B
  - 死者： 乗員6人中2人と、少なくとも地上の225人が死亡。
  - 状況： ザイール（現在のコンゴ民主共和国）の首都キンシャサにあるエンドーロ空港を離陸しようとしたターボプロップ貨物機が過積載のため離陸に必要な速度が出せず、わずかに上昇するもすぐに滑走路先に墜落し、そのまま90メートル地表を滑って買い物客で混雑する屋外マーケットに突入後、爆発炎上した。あたりは火の海となり、225人から600人の犠牲者を出したが、遺体の多くは原形をとどめないほどの損傷を受けていたため、正確な犠牲者数は不明である。テネリフェ空港ジャンボ機衝突事故、日本航空123便墜落事故に次ぐ航空事故となった。
  - 詳細： 「1996年エア・アフリカ墜落事故」を参照。
- 1996年2月6日
  - 便名： バージェン航空（英語版） 301便（運航はアラス・ナショナル航空 (en) ）
  - 機種： ボーイング 757-225
  - 死者： 乗員乗客189人全員が死亡。
  - 詳細： 「バージェン航空301便墜落事故」を参照。
- 1996年2月19日
  - 便名： コンチネンタル航空 1943便
  - 機種： ダグラス DC-9-32
  - 死者： なし。
  - 詳細： 「コンチネンタル航空1943便胴体着陸事故」を参照。
- 1996年2月29日
  - 便名： フォーセット航空 (en)  251便
  - 機種： ボーイング 737-222
  - 死者： 乗員乗客123人全員が死亡。
  - 状況： ペルーの国内便である事故機が、霧の中アレキパの空港に着陸しようとしてアンデス山中に墜落した。事故機は1968年に通算86号機としてユナイテッド航空に引き渡された機体で、約27年で総飛行時間5万2000時間、飛行回数7万9000回という経年機であった。
  - 詳細： 「フォーセット航空251便墜落事故」を参照。
- 1996年4月3日
  - 便名： アメリカ空軍 IFO-21便
  - 機種： ボーイング CT-43A
  - 死者： 乗員乗客35人全員が死亡。
  - 状況： アメリカ合衆国の貿易使節団が搭乗し、クロアチアのザグレブからドゥブロヴニクに向かっていた軍用輸送機（ボーイング737-200の軍用型）が、操縦士の不適切な着陸アプローチのために空港手前の山腹に激突大破した。搭乗者の中にはアメリカ合衆国商務省長官のロナルド・ハーモン・ブラウン（英語版）がおり、ビル・クリントン政権で唯一、任期途中で死去した閣僚となった。
  - 詳細： 「アメリカ空軍IFO-21便墜落事故」を参照。
- 1996年5月11日
  - 便名： バリュージェット航空 592便
  - 機種： マクドネル・ダグラス DC-9-32[59]
  - 死者： 乗員乗客110人全員が死亡。
  - 詳細： 「バリュージェット航空592便墜落事故」を参照。
- 1996年6月9日
  - 便名： イーストウインド航空（英語版） 517便
  - 機種： ボーイング 737-2H5
  - 死者： なし。
  - 詳細： 「イーストウインド航空517便急傾斜事故」を参照。
- 1996年7月6日
  - 便名： デルタ航空 1288便
  - 機種： マクドネル・ダグラス MD-88[60]
  - 死者： 乗員乗客142人中2人が死亡。
  - 詳細： 「デルタ航空1288便エンジン爆発事故」を参照。
- 1996年7月17日
  - 便名： トランス・ワールド航空 800便
  - 機種： ボーイング 747-131
  - 死者： 乗員乗客230人全員が死亡。
  - 詳細： 「トランス・ワールド航空800便墜落事故」を参照。
- 1996年10月2日
  - 便名： アエロペルー 603便
  - 機種： ボーイング 757-23A
  - 死者： 乗員乗客70人全員が死亡。
  - 詳細： 「アエロペルー603便墜落事故」を参照。
- 1996年10月22日
  - 便名： ミロン・エア 406便
  - 機種： ボーイング 707-323C
  - 死者： 乗員乗客4人全員と地上の30人が死亡。
  - 詳細： 「ミロン・エア406便墜落事故」を参照。
- 1996年10月31日
  - 便名： TAM航空 402便[61]
  - 機種： フォッカー 100
  - 死者： 乗員乗客95人全員と地上の4人が死亡。
  - 詳細： 「TAM航空402便離陸失敗事故」を参照。
- 1996年11月7日
  - 便名： ADC航空（英語版） 86便
  - 機種： ボーイング 727-231
  - 死者： 乗員乗客144人全員が死亡。
  - 状況： ナイジェリアのラゴスの空港へアプローチ中、パイロットが他の航空機との衝突を避けるために過大な操作を行い、コントロールを失って熱帯雨林に墜落した。
  - 詳細： 「ADC航空86便墜落事故」を参照。
- 1996年11月12日
  - 便名： 1) サウジアラビア航空 763便、2) カザフスタン航空 1907便
  - 機種： 1) ボーイング 747-168B、2) イリューシン Il-76TD
  - 死者： 両機の乗員乗客349人全員が死亡。
  - 詳細： 「ニューデリー空中衝突事故」を参照。
- 1996年11月19日
  - 便名： 1) ユナイテッド・エクスプレス 5925便（運航はグレイトレイクス航空）、2) 個人所有機
  - 機種： 1) ビーチクラフト 1900C、2) ビーチクラフト 65-A90 キングエア
  - 死者： 両機の乗員乗客14人全員が死亡。
  - 詳細： 「ユナイテッド・エクスプレス5925便地上衝突事故」を参照。

### 1997年
- 1997年1月9日
  - 便名： コムエアー 3272便
  - 機種： エンブラエル EMB-120RT ブラジリア
  - 死者： 乗員乗客29人全員が死亡。
  - 詳細： 「コムエアー3272便墜落事故」を参照。
- 1997年5月8日
  - 便名： 中国南方航空 3456便
  - 機種： ボーイング 737-31B
  - 死者： 乗員乗客74人中35人が死亡。
  - 状況： 重慶から深圳に向かっていた国内線が、深圳黄田国際空港での着陸の際にハードランディングとなり油圧系統などが損傷した。着陸復行の後に再着陸を行ったが、前回着陸時に負った損傷のため、機体を制御しきれず着陸に失敗。機体は3つに分かれて炎上した。
  - 詳細： 「中国南方航空3456便墜落事故」を参照。
- 1997年7月31日
  - 便名： フェデラル・エクスプレス 14便
  - 機種： マクドネル・ダグラス MD-11F[62]
  - 死者： なし。
  - 詳細： 「フェデラル・エクスプレス14便着陸失敗事故」を参照。
- 1997年8月6日
  - 便名： 大韓航空 801便
  - 機種： ボーイング 747-3B5
  - 死者： 乗員乗客254人中228人が死亡。
  - 詳細： 「大韓航空801便墜落事故」を参照。
- 1997年8月7日
  - 便名： ファイン航空 101A便
  - 機種： マクドネル・ダグラス ダグラス DC-8-61F
  - 死者： 乗員乗客4人全員と地上の1人が死亡。
  - 状況： マイアミ国際空港を離陸直後に機首上げ状態となり失速し墜落。機材が変更になったにもかかわらず、変更前の機体を想定した積み込みを行ったため、重心が後方に寄ってしまったことによる。
  - 詳細： 「ファイン航空101便墜落事故」を参照。
- 1997年9月3日
  - 便名： ベトナム航空 815便
  - 機種： ツポレフ Tu-134
  - 死者： 乗員乗客66人中65人が死亡。
  - 詳細： 「ベトナム航空815便墜落事故」を参照。
- 1997年9月26日
  - 便名： ガルーダ・インドネシア航空 152便
  - 機種： エアバス A300B4-220
  - 死者： 乗員乗客234人全員が死亡。
  - 詳細： 「ガルーダ・インドネシア航空152便墜落事故」を参照。
- 1997年10月10日
  - 便名： アウストラル航空 2553便
  - 機種： マクドネル・ダグラス DC-9-32[63]
  - 死者： 乗員乗客74人全員が死亡。
  - 詳細： 「アウストラル航空2553便墜落事故」を参照。
- 1997年12月16日
  - 便名： エア・カナダ 646便
  - 機種： ボンバルディア CRJ-100ER
  - 死者： なし。
  - 詳細： 「エア・カナダ646便着陸失敗事故」を参照。
- 1997年12月19日
  - 便名： シルクエアー 185便
  - 機種： ボーイング 737-36N
  - 死者： 乗員乗客104人全員が死亡。
  - 詳細： 「シルクエアー185便事故」を参照。
- 1997年12月28日
  - 便名： ユナイテッド航空 826便
  - 機種： ボーイング 747-122
  - 死者： 乗員乗客393人中1人が死亡。
  - 詳細： 「ユナイテッド航空826便乱高下事故」を参照。

### 1998年
- 1998年2月2日
  - 便名： セブパシフィック航空 387便
  - 機種： マクドネル・ダグラス DC-9-32
  - 死者： 乗員乗客104人全員が死亡。
  - 詳細： 「セブパシフィック航空387便墜落事故」を参照。
- 1998年2月16日
  - 便名： チャイナエアライン 676便
  - 機種： エアバス A300B4-622R
  - 死者： 乗員乗客196人全員と地上の7人が死亡。
  - 詳細： 「チャイナエアライン676便墜落事故」を参照。
- 1998年3月18日
  - 便名： 国華航空（英語版） 7623便
  - 機種： サーブ 340B
  - 死者： 乗員乗客13人全員が死亡。
  - 詳細： 「1998年国華航空サーブ340墜落事故」を参照。
- 1998年3月19日
  - 便名： アリアナ・アフガン航空 旅客便
  - 機種： ボーイング 727-228
  - 死者： 乗員乗客45人全員が死亡。
  - 詳細： 「1998年アリアナ・アフガン航空ボーイング727墜落事故」を参照。
- 1998年3月22日
  - 便名： フィリピン航空 137便[64]
  - 機種： エアバス A320-214[64]
  - 死者： 地上の3人が死亡[64]。
  - 状況： フィリピンのマニラからバコロドへ向かう国内線が、バコロドシティ国内空港（英語版）の着陸でオーバーラン、空港のフェンスを越えて民家を巻き込み停止した。乗員乗客130人に死者はなかったが、地上の3人が死亡した。
  - 詳細： 「フィリピン航空137便オーバーラン事故」を参照。
- 1998年4月20日
  - 便名： エールフランス 422便
  - 機種： ボーイング 727-230
  - 死者： 乗員乗客53人全員が死亡。
  - 詳細： 「エールフランス422便墜落事故」を参照。
- 1998年5月5日
  - 便名： オキシデンタル・ペトロリアム チャーター便
  - 機種： ボーイング737-282 Advanced
  - 死者： 乗員乗客88人中75人が死亡。
  - 詳細： 「1998年オキシデンタル・ペトロリアム ボーイング737墜落事故」を参照。
- 1998年6月18日
  - 便名： プロップエア（英語版） 420便
  - 機種： フェアチャイルド スウェアリンジェン SA226-TC メトロ II
  - 死者： 乗員乗客11人全員が死亡。
  - 詳細： 「プロップエア420便墜落事故」を参照。
- 1998年7月30日
  - 便名： 1) プロテウス航空 706便、2) 個人所有機
  - 機種： 1) ビーチクラフト 1900D、2) セスナ 177RG カーディナル（英語版）
  - 死者： 両機の乗員乗客15人全員が死亡。
  - 詳細： 「プロテウス航空706便空中衝突事故」を参照。
- 1998年8月29日
  - 便名： クバーナ航空 389便
  - 機種： ツポレフ Tu-154M
  - 死者： 乗員乗客91人中70人と地上の10人が死亡。
  - 詳細： 「クバーナ航空389便オーバーラン事故」を参照。
- 1998年9月2日
  - 便名： スイス航空 111便
  - 機種： マクドネル・ダグラス MD-11[65]
  - 死者： 乗員乗客229人全員が死亡。
  - 詳細： 「スイス航空111便墜落事故」を参照。
- 1998年12月11日
  - 便名： タイ国際航空 261便
  - 機種： エアバス A310-204
  - 死者： 乗員乗客146人中101人が死亡。
  - 状況： バンコク発タイ南部スラタニ行きの便で、スラタニ空港付近が豪雨だったため2回着陸復行し、3度目のアプローチ中に空港の南西約3キロメートルにあるゴム園に墜落した。
  - 詳細： 「タイ国際航空261便墜落事故」を参照。

### 1999年
- 1999年2月24日
  - 便名： 中国西南航空 4509便
  - 機種： ツポレフ Tu-154M
  - 死者： 乗員乗客61人全員が死亡。
  - 状況： 浙江省瑞安で着陸進入中に墜落。高度1000メートルでフラップを拡張したところ、セルフロックナットが外れてボルトが抜け落ちたことで、ピッチ角の制御を喪失したため、機首から地面に衝突し爆発した。
  - 詳細： 「中国西南航空4509便墜落事故」を参照。
- 1999年4月7日
  - 便名： トルコ航空 5904便
  - 機種： ボーイング 737-4Q8
  - 死者： 乗員6人全員が死亡。
  - 詳細： 「トルコ航空5904便墜落事故」を参照。
- 1999年4月15日
  - 便名： 大韓航空 6316便
  - 機種： マクドネル・ダグラス MD-11F[66]
  - 死者： 乗員3人全員と地上の5人が死亡。
  - 状況： 上海虹橋国際空港を離陸して6分後に上海郊外の住宅地に墜落した。機長が高度が高すぎると勘違いし、操縦桿を押し過ぎたため回復不能となり地面に衝突したとされた。
  - 詳細： 「大韓航空6316便墜落事故」を参照。
- 1999年6月1日
  - 便名： アメリカン航空 1420便
  - 機種： マクドネル・ダグラス MD-82[67]
  - 死者： 乗員乗客145人中11人が死亡。
  - 詳細： 「アメリカン航空1420便オーバーラン事故」を参照。
- 1999年8月22日
  - 便名： チャイナエアライン 642便
  - 機種： マクドネル・ダグラス MD-11[68]
  - 死者： 乗員乗客315人中3人が死亡。
  - 詳細： 「チャイナエアライン642便着陸失敗事故」を参照。
- 1999年8月24日
  - 便名： ユニー航空 873便
  - 機種： マクドネル・ダグラス MD-90-30
  - 死者： 乗員乗客96人中1人が死亡。
  - 詳細： 「ユニー航空873便火災事故」を参照。
- 1999年8月31日
  - 便名： LAPA（英語版） 3142便
  - 機種： ボーイング 737-204C
  - 死者： 乗員乗客103人中63人と地上の2人が死亡[69]。
  - 状況： アルゼンチンのホルヘ・ニューベリー空港からの離陸の際、フラップを出し忘れたため離陸できずにオーバーラン。空港敷地外の道路を横断し、走行中の車が巻き添えになった。
  - 詳細： 「LAPA 3142便離陸失敗事故」を参照。
- 1999年9月23日
  - 便名： カンタス航空 1便
  - 機種： ボーイング 747-438
  - 死者： なし。
  - 詳細： 「カンタス航空1便オーバーラン事故」を参照。
- 1999年10月17日
  - 便名： フェデックス・エクスプレス 87便
  - 機種： マクドネル・ダグラス MD-11F
  - 死者： なし。
  - 詳細： 「フェデックス・エクスプレス87便オーバーラン事故」を参照。
- 1999年10月25日
  - 便名： サンジェット・アビエーション チャーター機
  - 機種： リアジェット 35
  - 死者： 乗員乗客6人全員が死亡。
  - 詳細： 「1999年リアジェット35墜落事故」を参照。
- 1999年11月9日
  - 便名： TAESA（英語版） 725便
  - 機種： ダグラス DC-9-31
  - 死者： 乗員乗客18人全員が死亡。
  - 詳細： 「TAESA725便墜落事故」を参照。
- 1999年12月21日
  - 便名： クバーナ航空 1216便
  - 機種： マクドネル・ダグラス DC-10-30
  - 死者： 乗員乗客314人中16人と地上の2人が死亡。
  - 詳細： 「クバーナ航空1216便オーバーラン事故」を参照。
- 1999年12月22日
  - 便名： 大韓航空 8509便
  - 機種： ボーイング 747-2B5F
  - 死者： 乗員4人全員が死亡。
  - 状況： ロンドン北郊スタンステッド空港をミラノに向けて離陸直後に墜落。機体制御コンピューターが異常を知らせていることを航空機関士が警告したにもかかわらず、機長が適切な操縦をしなかったため、機体制御を失い地面に激突したとされる。なお、大韓航空が連続墜落事故を起こし国際的信用が失墜したため、韓国政府の航空行政担当の首脳が更迭された。
  - 詳細： 「大韓航空8509便墜落事故」を参照。
- 1999年12月25日
  - 便名： クバーナ航空 310便
  - 機種： ヤコヴレフ Yak-42D
  - 死者： 乗員乗客22人全員が死亡。
  - 詳細： 「クバーナ航空310便墜落事故」を参照。